# Lawrence Foster
Lawrence Foster (Los Angeles, Califòrnia, 23 d'octubre de 1941) és un director d'orquestra nord-americà.
Fill de pares romanesos, va estudiar direcció d'orquestra amb Fritz Zweig a Los Angeles. El 1960, a l'edat de 18 anys, va debutar amb la recentment creada Orquestra de Joves Músics de la Fundació Debut de Los Angeles. Al mateix temps, es va convertir en director del Ballet de San Francisco, càrrec que va exercir fins a 1965. El mateix any, a l'edat de 24 anys, va ser nomenat director assistent de la Filharmònica de Los Angeles sota Zubin Mehta. Ha dirigit algunes de les millors orquestres del món, i ha estat Director Musical de l'Orquestra Simfònica de Houston, l'Orquestra Filharmònica de Monte-Carlo, l'Orquestra Simfònica de Jerusalem, i l'Orquestra Simfònica de Barcelona i Nacional de Catalunya.
Des del 2002, és director artístic i director titular de l'Orquestra Gulbenkian, de Lisboa, i des del 2007 de l'Òpera i Orquestra Nacional de Montpeller, on inicià les seves tasques el 2009.
El gener de 2003 va ser condecorat pel president de Romania, Ion Iliescu, com a membre de l'Orde del Mèrit Cultural de Romania pels serveis a la música romanesa.